# Pjotr Andrejewitsch Slowzow

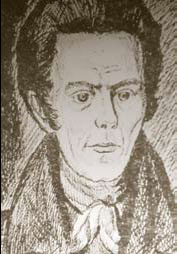
Pjotr Andrejewitsch Slowzow

Pjotr Andrejewitsch Slowzow (russisch Пётр Андреевич Словцов; * 1767 in Nischne-Sussanski Sawod, Provinz Tobolsk; † 28. Märzjul. / 9. April 1843greg. in Tobolsk) war ein russischer Historiker Sibiriens und Dichter.

## Leben
Slowzows Vorfahren waren im 17. Jahrhundert aus dem Ujesd Weliki Ustjug nach Sibirien gekommen. Nach dem Tod des Vaters, der Priester des Hüttenwerks  Nischne-Sussanski Sawod war, besuchte Slowzow 1780–1788 auf Staatskosten das Geistliche Seminar Tobolsk. Aufgrund seiner besonderen Fähigkeiten wurde er dann nach St. Petersburg zum Studium an der Geistlichen Akademie Sankt Petersburg geschickt, wo auch Michail Michailowitsch Speranski und Iwan Iwanowitsch Martynow studierten. Slowzow interessierte sich für europäische Philosophie des 18. Jahrhunderts und wurde literarisch tätig.
1792 wurde Slowzow Lehrer für Philosophie und Rhetorik am Seminar Tobolsk. Nachdem er im November 1793 in der Sophienkathedrale in Tobolsk eine Predigt auf die Hochzeit des künftigen Thronfolgers Alexander I. verlesen hatte, wurde er verhaftet, nach St. Petersburg gebracht und schließlich zur Besserung in das Kloster Walaam im Ladogasee geschickt. 1795 kehrte er als Lehrer für Rhetorik nach St. Petersburg zurück, blieb aber unter Polizeiaufsicht. 1797 trat er in St. Petersburg in den weltlichen Staatsdienst. Seine in Tobolsk verfasste Ode über Sibirien erschien 1796 anonym in der von Martynow herausgegebenen Zeitschrift Musa. Es folgte die Ode Materie als Versuch, physische Wahrheiten in Versen darzustellen. In dieser Zeit entstand auch sein Gedicht über einen Chinesen in St. Petersburg mit einer Beschreibung des Kulturlebens in St. Petersburg, das 1814 in der St. Petersburger Zeitschrift Pantheon der russischen Poesie erschien. Slowzows Gedichte sind in Manuskriptsammlungen verstreut, die bisher nicht ausgewertet wurden.
1808 wurde Slowzow aufgrund einer falschen Anklage wieder verhaftet und nach Sibirien verbannt. 1814 kam er nach Irkutsk. Im Januar 1815 wurde er dort zum Richter ernannt. Von Juni 1815 bis 1820 war Slowzow Direktor des Gymnasiums und der Schulen in Irkutsk. Im Juli 1815 führte er eine Expedition zur Bestimmung von Orten für neue Siedlungen auf dem Weg von Jakutsk nach Nischneudinsk an der Angara. 1821 wurde Slowzow Inspektor der sibirischen Schulen. Dank der Mitwirkung Speranskis erhielt Slowzow 1829 eine Pension, so dass er sich in Tobolsk zur Ruhe setzen konnte.
Slozow betätigte sich in Sibirien als Historiker und Heimatforscher und veröffentlichte eine Reihe von Arbeiten über die Geschichte Sibiriens, insbesondere des Gouvernements Irkutsk, und über den Handel mit China. Der erste Teil seines Hauptwerks über die Geschichte Sibiriens in der Zeit von 1588 bis 1742 erschien 1838. Der zweite Teil über Sibirien bis 1823 wurde nach seinem Tod 1844 veröffentlicht.